# Nonylfenolethoxylaat

Structuur van nonylfenolethoxylaten. De nonylgroep is hier onvertakt, maar ze kan ook vertakt zijn

Nonylfenolethoxylaten of nonoxynolen zijn verbindingen die bekomen worden door de reactie van nonylfenol met etheenoxide. Een andere naam ervoor is poly(ethyleenglycol)-p-nonylfenolether.

## Synthese
Het algemene principe van de vorming van dergelijke verbindingen is reeds lang bekend: de ethoxylatie van een niet in water oplosbare organische verbinding die een reactief waterstofatoom heeft (in een hydroxyl-, carboxyl- of aminogroep) met etheenoxide. In dit geval is de organische verbinding nonylfenol. De verhouding van de gebruikte hoeveelheid etheenoxide tot die van nonylfenol bepaalt het gemiddeld aantal ethoxygroepen (-O-CH2-CH2-) in de poly(ethyleenglycol)keten. Het kan gaan van 4 tot ongeveer 50; nonoxynol-30 bijvoorbeeld bevat - gemiddeld - 30 ethoxygroepen.

## Toepassing
Nonoxynolen zijn niet-ionische oppervlakte-actieve stoffen die veel gebruikt zijn als detergent in was- en reinigingsmiddelen, als emulgeermiddel en schuimonderdrukker, zowel in industriële als huishoudelijke producten. Nonoxynol-9 is daarnaast ook een spermicide dat in vele vaginale crèmes als anticonceptiemiddel gebruikt wordt.

## Toxiciteit
In 1984 werden in het slib van rioolwaterzuiveringsinstallaties erg hoge concentraties van nonylfenol vastgesteld, dat toxisch is voor waterorganismen. Nonylfenol is een afbraakproduct van de nonylfenolethoxylaten en hoopt zich in het slib op. Als dat slib in de landbouw werd gebruikt, kon nonylfenol in het milieu terechtkomen. Nonylfenol is daarbij ook een stof die zich in de voedselketen ophoopt (de bioconcentratiefactor is zeer hoog) en die een hormoonverstoorder is. Daarom heeft de Europese Commissie de verkoop en het gebruik van nonylfenolethoxylaten en van nonylfenol in de Europese Unie sterk beperkt: het mag nog enkel in uitzonderlijke gevallen, waarbij de stoffen niet in het milieu terechtkomen. Ook het gebruik als spermicide is nog toegelaten.